# Dánská hymna
Hymna Dánská je píseň Der er et Yndigt Land (česky To je krásná země). Pokud je přítomná královská rodina, zpívá se královská hymna Kong Kristian stod ved højen mast (česky Král Kristian stál u vysokého stěžně). Tato stará dánská píseň pochází přibližně z roku 1770. Muzikologické výzkumy vyloučily, že by hudbu složil Ditlev Ludvig Rogert, stejně tak nejisté je i autorství slov připisované Johannu Hartmanovi. Hymna přijatá v roce 1780 je jednou z nejstarších na světě. Text hymny byl poprvé publikován v díle Johannese Ewalda Rybáři z roku 1828. „Kong Kristian“ je král Kristián IV.
Slova napsal Adam Gottlob Oehlenschläger v roce 1819 a nesla motto: „Ille terrarum mihi praeter omnes angulus ridet“ (Horatius; „Toto místo se na mě usmívá víc než kterékoliv jiné“). Hudbu složil Hans Ernst Krøyer v roce 1835, později ji upravili Th. Laub a Carl Nielsen. Jako státní hymna se používá od roku 1844.

## Text královské hymny
Kong Kristian
```
Kong Kristian stod ved højen mast
i røg og damp;
hans værge hamrede så fast,
at gotens hjelm og hjerte brast.

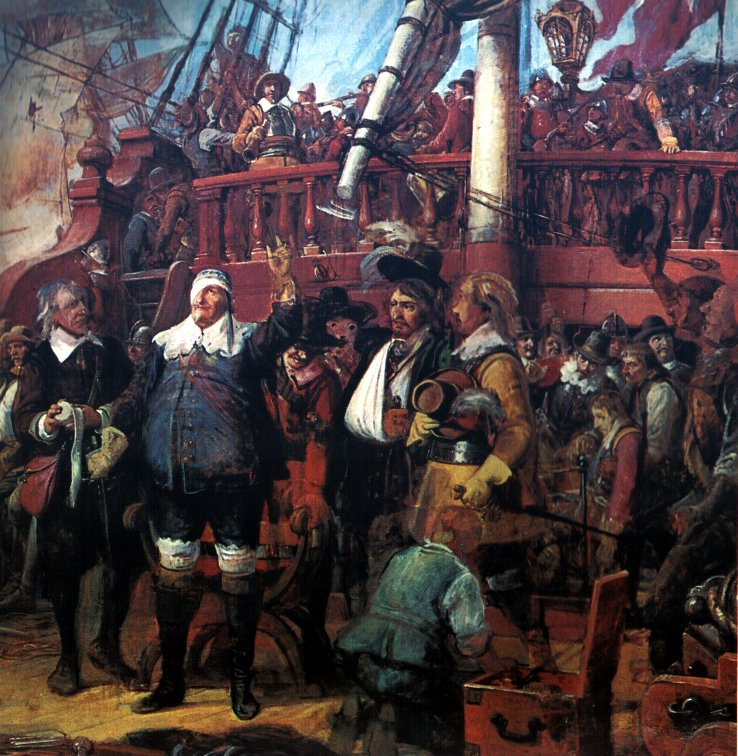
O králi Kristiánu IV. se zpívá v první sloce a obraz W. Marstranda představuje onu situaci

Da sank hvert fjendtligt spejl og mast
i røg og damp.
Fly, skreg de, fly, hvad flygte kan!
hvo står for Danmarks Kristian
hvo står for Danmarks Kristian;
i kamp?

Niels Juel gav agt på stormens brag.
Nu er det tid.
Han hejsede det røde flag
og slog på fjenden slag i slag.
Da skreg de højt blandt stormens brag:
Nu er det tid!
Fly, skreg de, hver, som véd et skjul!
hvo kan bestå mod Danmarks Juel
hvo kan bestå mod Danmarks Juel
i strid?

O, Nordhav! Glimt af Wessel brød
din mørke sky.
Da ty'de kæmper til dit skød;
thi med ham lynte skræk og død.
Fra vallen hørtes vrål, som brød
den tykke sky.
Fra Danmark lyner Tordenskjold;
hver give sig i himlens vold
hver give sig i himlens vold
og fly!

Du danskes vej til ros og magt,
sortladne hav!
Modtag din ven, som uforsagt
tør møde faren med foragt
så stolt som du mod stormens magt,
sortladne hav!
Og rask igennem larm og spil
og kamp og sejer før mig til
og kamp og sejer før mig til
min grav!
```

## Text a český překlad národní hymny
| Der er et yndigt land, 1. Der er et yndigt land, det står med brede bøge \|: nær salten østerstrand :\| Det bugter sig i bakke, dal, det hedder gamle Danmark \|: og det er Frejas sal :\| 2. Der sad i fordums tid de harniskklædte kæmper, \|: udhvilede fra strid :\| Så drog de frem til fjenders mén, nu hvile deres bene \|: bag højens bautasten :\| 3. Det land endnu er skønt, ti blå sig søen bælter, \|: og løvet står så grønt :\| Og ædle kvinder, skønne mø'r og mænd og raske svende \|: bebo de danskes øer :\| 4. Hil drot og fædreland! Hil hver en danneborger, \|: som virker, hvad han kan! :\| Vort gamle Danmark skal bestå, så længe bøgen spejler \|: sin top i bølgen blå :\| | Je taková krásná země 1. Je taková krásná země stojí s rozložitými buky \|: na slaném břehu východního moře :\| Její údolí s pahorky mírně spadajícími, její staré jméno je Dánsko, \|: a to je Frejina síň :\| 2. Tu za dávných časů ozbrojení válečníci odpočívali \|: mezi svými krvavými boji :\| A pak šli na proti nepříteli Dnes jejich kosti \|: odpočívají v kamenných mohylách :\| 3. Ta země je stále krásná, protože mořské vlny jsou tak modré, \|: a listoví zůstává tak zelené. :\| A urozené ženy, krásné dívky, a muži a bystří mládenci \|: obývají dánské ostrovy :\| 4. Ať žije král a vlast! Ať žije každý Dán, \|: který dělá, co jen svede! :\| Naše staré Dánsko bude existovat, dokud se koruny buků budou odrážet \|: na vrcholcích modrých vln. :\| |